# Trigolo
Trigolo är en ort och kommun i provinsen Cremona i regionen Lombardiet i Italien. Kommunen hade 1 697 invånare (2018).